# Araneus eburnus
Araneus eburnus là một loài nhện trong họ Araneidae.
Loài này thuộc chi Araneus. Araneus eburnus được Eugen von Keyserling miêu tả năm 1886.

## Hình ảnh

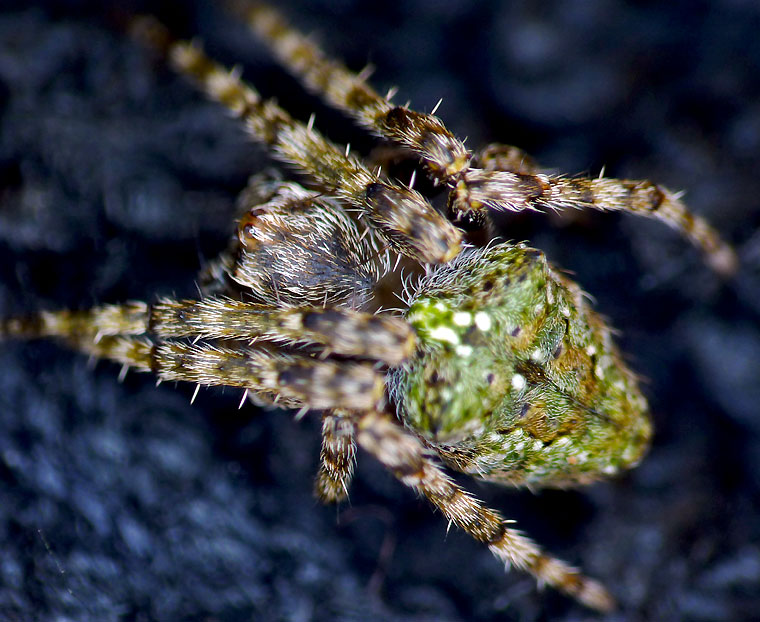